# Fernitz
Fernitz è una frazione di 3 287 abitanti del comune austriaco di Fernitz-Mellach, nel distretto di Graz-Umgebung (Stiria). Già comune autonomo, il 1º gennaio 2015 è stato fuso con il comune di Mellach per costituire il nuovo comune, nel quale Fernitz è capoluogo.